# Roha Ashtami
Roha Ashtami is een nagar panchayat (plaats) in het district Raigad van de Indiase staat Maharashtra. 

## Demografie
Volgens de Indiase volkstelling van 2001 wonen er 19.082 mensen in Roha Ashtami, waarvan 52% mannelijk en 48% vrouwelijk is. De plaats heeft een alfabetiseringsgraad van 81%. 